# Pärlsvansbuske
Pärlsvansbuske (Stachyurus praecox) är en tvåhjärtbladig blommande buske som ingår i släktet Stachyurus och familjen Stachyuraceae. Arten härstammar från Japan.

## Beskrivning
Pärlsvansbuske är en lövfällande buske som blir cirka 4 meter hög och 3 meter bred. På senvintern och våren anlägger den klockformiga gula blommor i hängen på nakna grenar. De följs av ovala rosa eller röda blad som den tappar om hösten.
Det vetenskapliga artepitetet praecox betyder "tidig" på latin, och refererar på dess extremt tidiga blomning. Arten beskrevs första gången 1836 av Philipp Franz von Siebold och Joseph Gerhard Zuccarini.
Pärlsvansbuske odlas som prydnadsväxt i parker och trädgårdar i tempererade områden, men är ovanlig.

## Underarter
Arten delas in i följande underarter:
- S. p. leucotrichus
- S. p. macrocarpus
- S. p. matsuzakii

## Bildgalleri

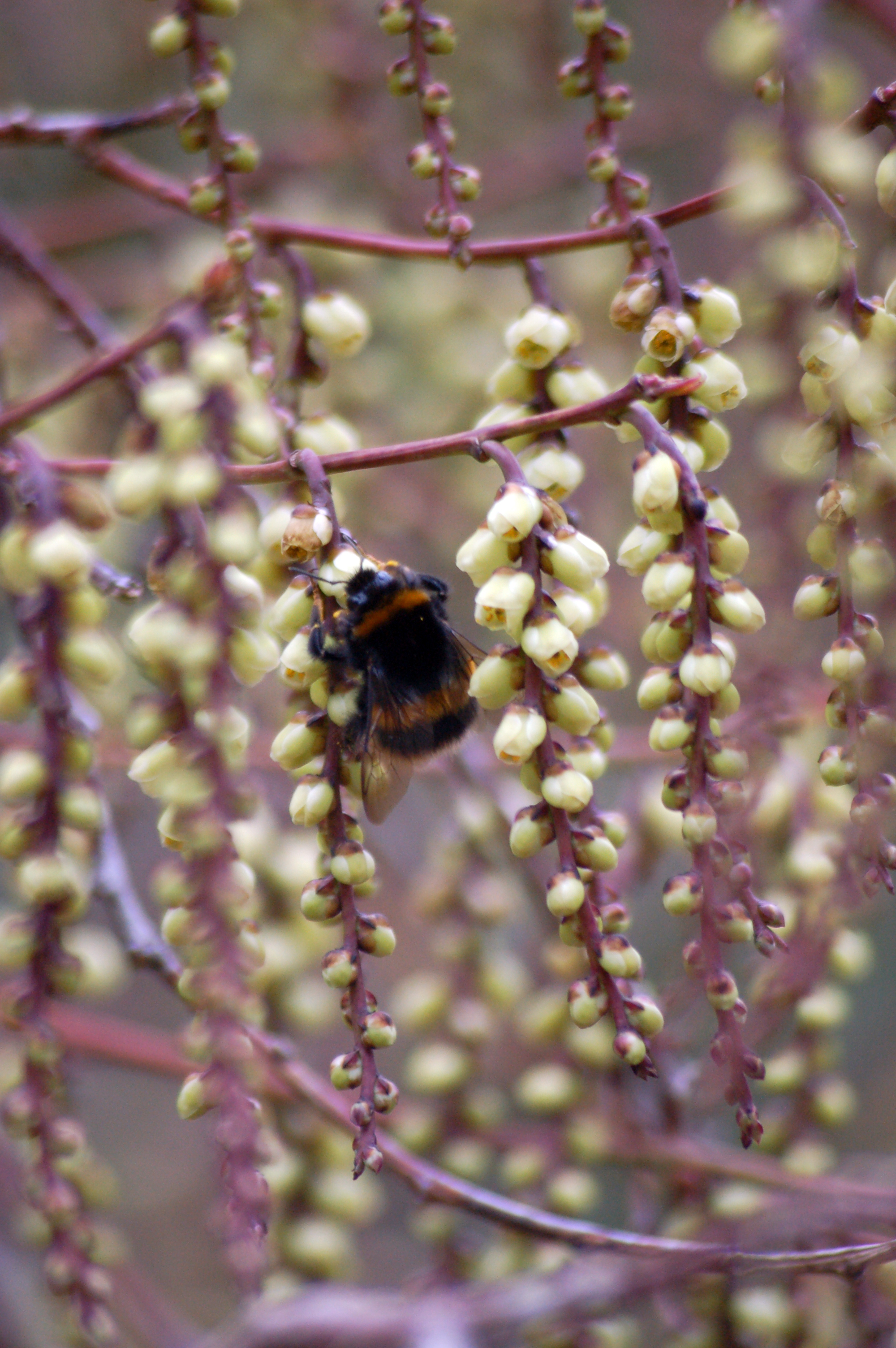
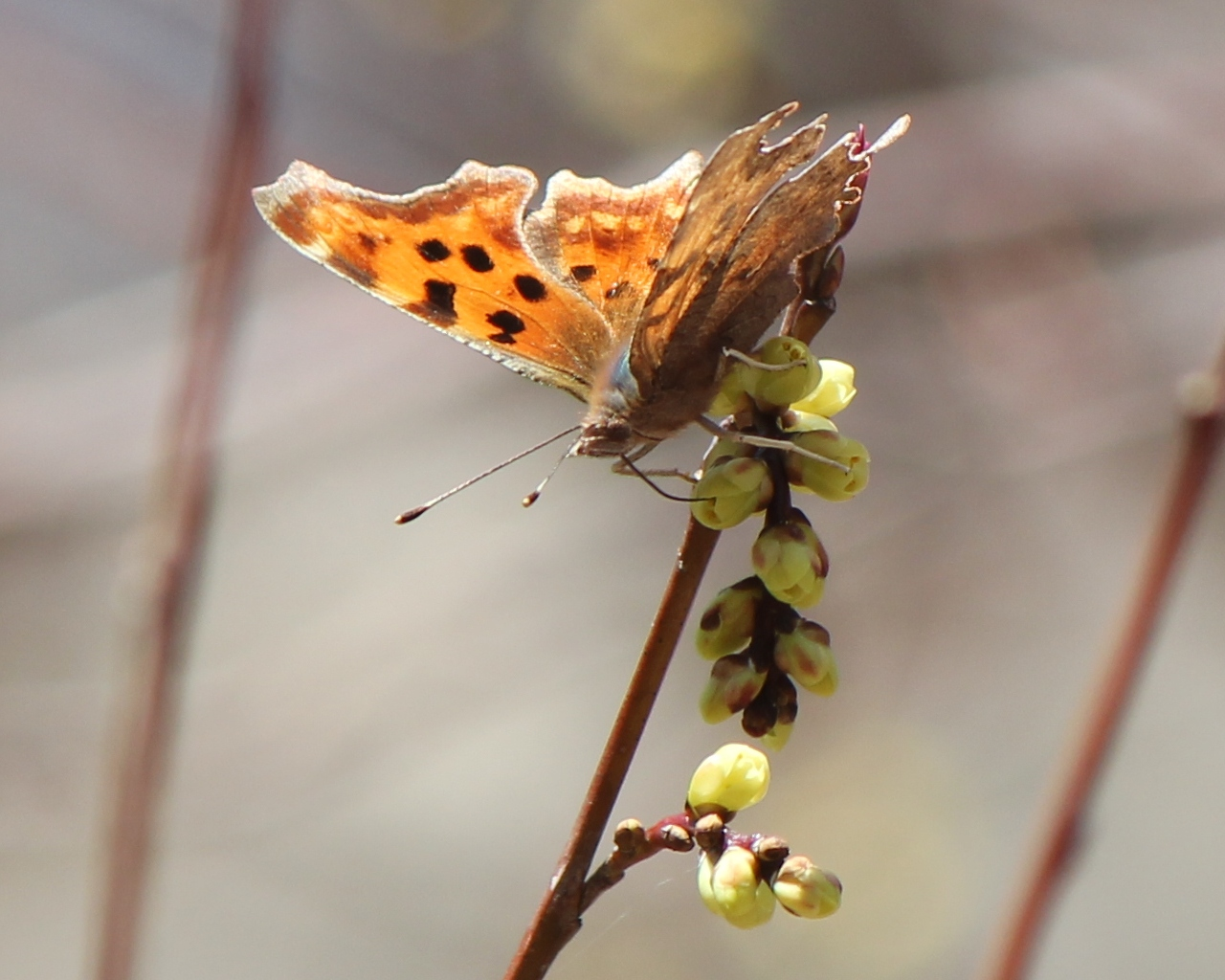
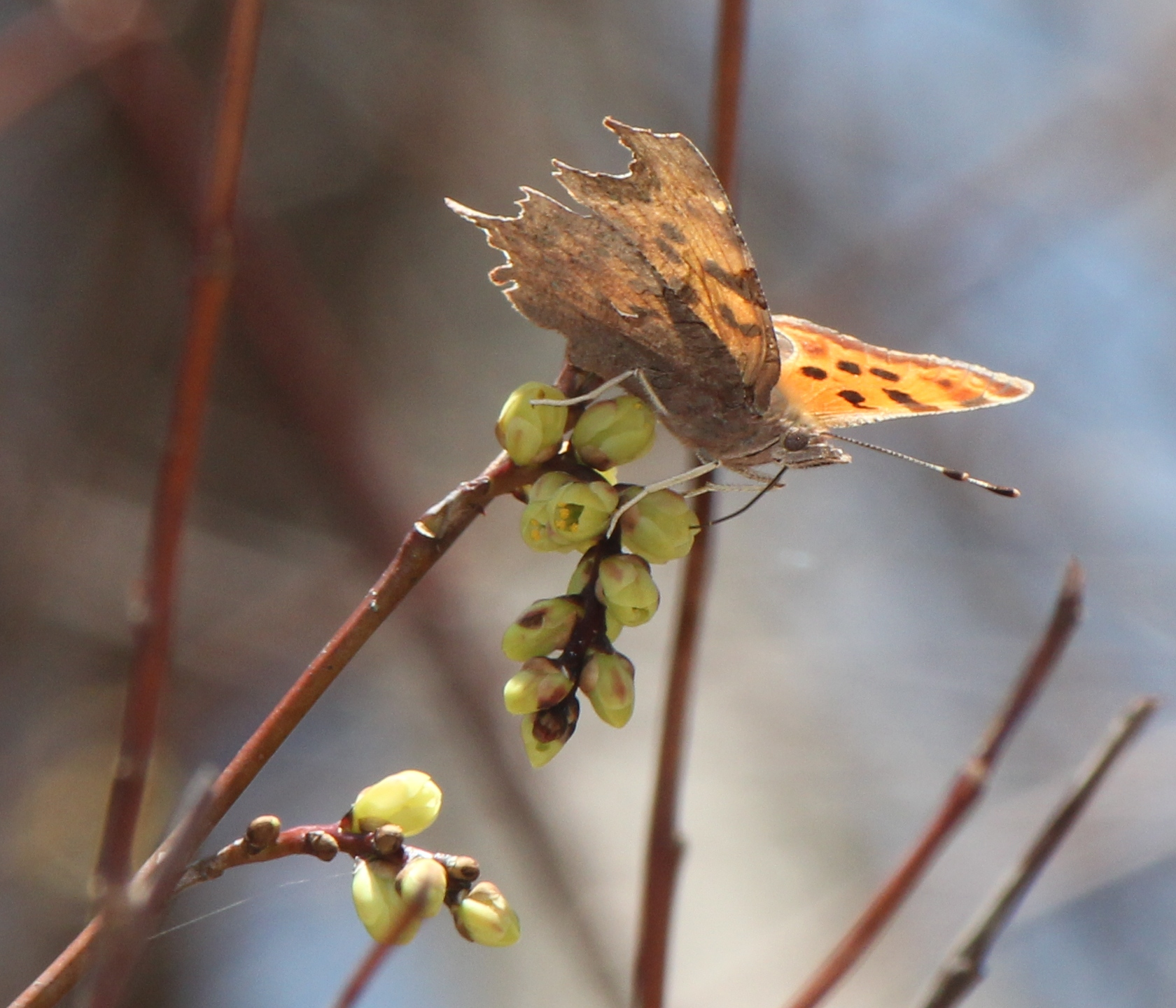
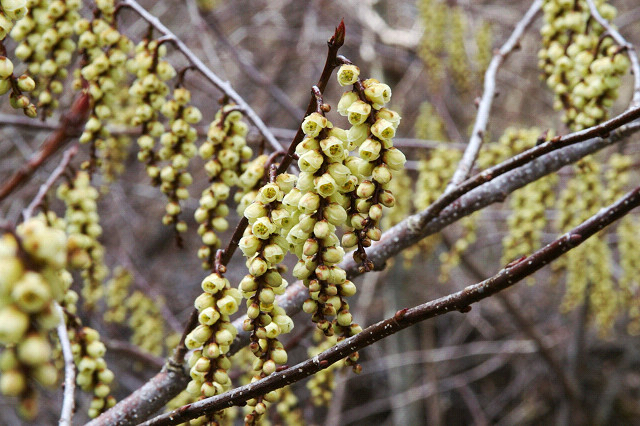
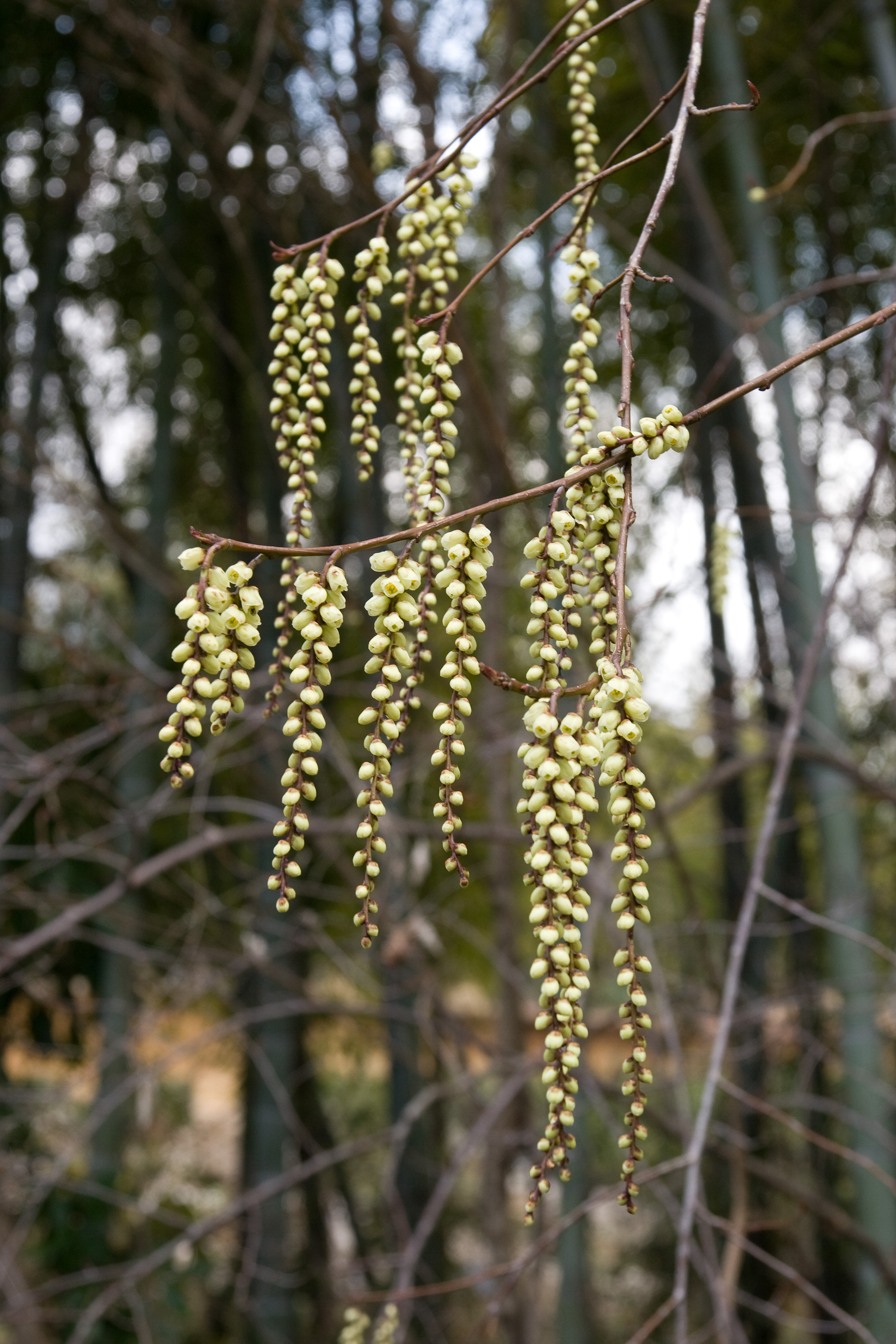
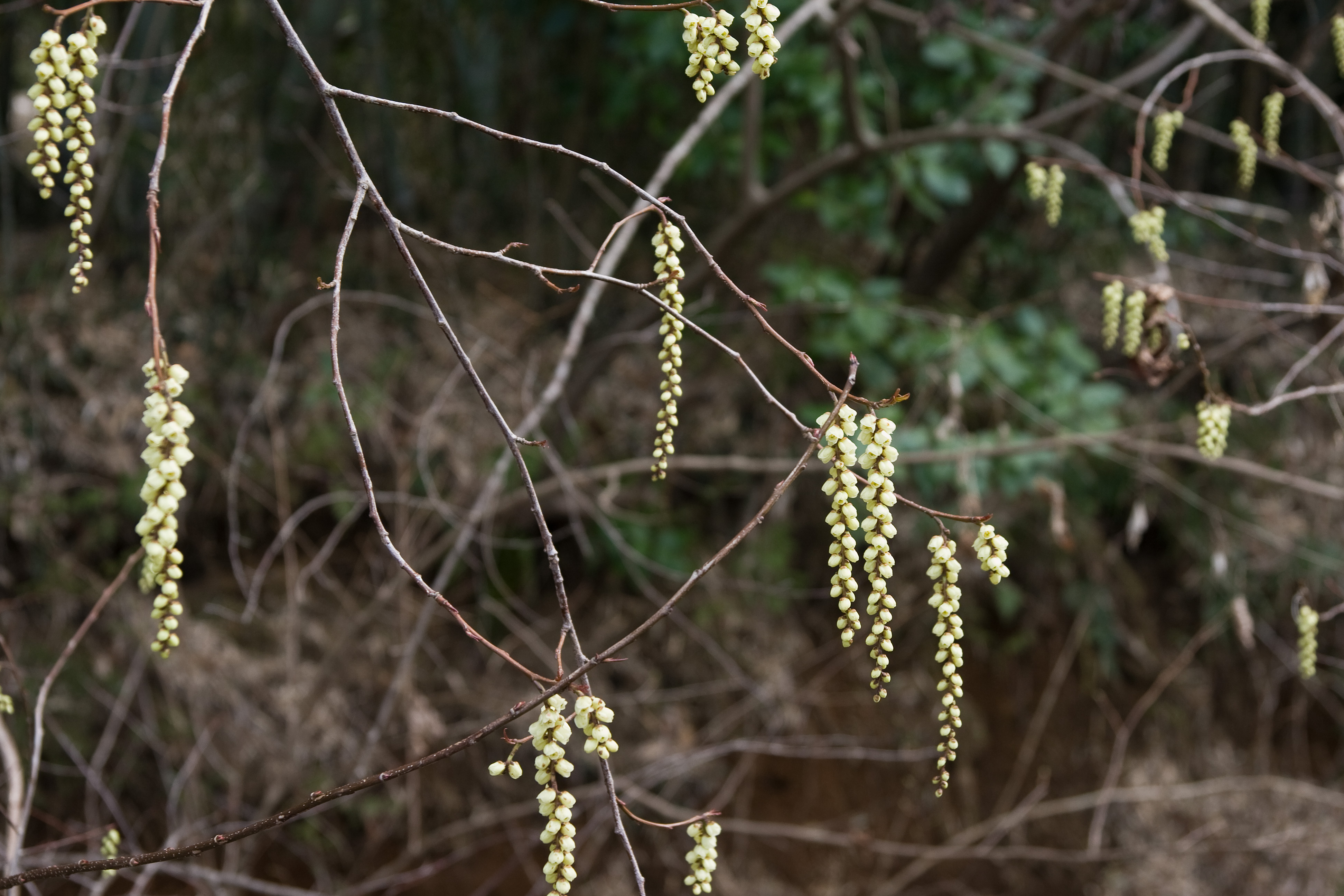